# Epsilon Geminorum
Epsilon Geminorum (ε Gem, Mebsuta) – gwiazda w gwiazdozbiorze Bliźniąt, znajdująca się w odległości około 845 lat świetlnych od Słońca.

## Nazwa
Tradycyjna nazwa gwiazdy, Mebsuta, wywodzi się od arabskiego ‏مبسوطة‎ mabsūṭa, co oznacza „wyciągniętą” (łapę). Wraz z Mekbudą (Zeta Geminorum), w wyobrażeniach starożytnych Arabów reprezentowały łapy lwa. Międzynarodowa Unia Astronomiczna zatwierdziła użycie nazwy Mebsuta dla określenia tej gwiazdy.

## Charakterystyka
Jest to żółty nadolbrzym reprezentujący typ widmowy G. Gwiazda bywa zakrywana przez Księżyc, co pozwala na zmierzenie jej średnicy kątowej, co wraz z paralaksą pozwala wyznaczyć rzeczywisty rozmiar gwiazdy: ma ona średnicę 150 razy większą niż Słońce. W przyszłości gwiazda odrzuci otoczkę, pozostawiając białego karła o dużej masie. Stosunkowo bliska (2 minuty kątowe na niebie, równa odległość od Słońca) gwiazda typu K nie może być rzeczywistym towarzyszem Epsilon Geminorum, gdyż jest zbyt zaawansowana ewolucyjnie – jedynie mija tego nadolbrzyma w ruchu wokół centrum Galaktyki.